# Christian Bonatti
Pour les articles homonymes, voir Bonatti.
Christian Bonatti, né le 13 mai 1960 dans le Nord de la France, est un mathématicien français qui étudie les systèmes dynamiques et le feuilletage.

## Formation et carrière
Bonatti a obtenu son doctorat en 1984 sous la supervision de Harold William Rosenberg à l'Université Paris-Sud (avec une thèse intitulée « Sur l'existence et la stabilité des feuilletages sur des variétés de dimension 3 et 4 »). Il est professeur à l'Université de Bourgogne à Dijon et à l'Institut de Mathématiques de Bordeaux. Il fait également des recherches pour le CNRS.

## Travaux
En 2009, il a résolu avec Sylvain Crovisier (de) et Amie Wilkinson le problème du centralisateur des difféomorphismes dans le cas {\displaystyle C^{1}} , Wilkinson étudie les centralisateurs de difféomorphismes fondant ainsi la résolution en topologie C1 en 2009 du douzième problème des Problèmes de Smale. Le problème était l'un des 18 problèmes ouverts de Stephen Smale énoncés en 1998.

## Prix et distinctions
En 2000, il reçoit le Prix Servant. En 2002, il a été conférencier invité au Congrès international des mathématiciens à Pékin avec une conférence intitulée « {\displaystyle C^{1}} generic dynamics: tame and wild behaviour ».

## Publications
- avec Rémi Langevin : Difféomorphismes de Smale de surfaces. Astérisque, tome 250, SMF 1998.
- avec Lorenzo J. Díaz, Marcelo Viana : Dynamics Beyond Uniform Hyperbolicity: A Global Geometric and Probabilistic Perspective. Springer Verlag, 2005.
- avec M.-C. Arnaud, Sylvain Crovisier : Dynamiques symplectiques génériques. Ergodic Theory Dynam. Systems 25 : 1401-1436 (2005).
- avec Abdenur, Crovisier, Diaz, Wen : Points périodiques et classes homoclines. Ergodic Theory Dynam. Systems, 26 : 1-22 (2006).
- avec Abdenur, Crovisier, Diaz : Difféomorphismes génériques sur surfaces compactes. Fundamenta Mathematicae 187 (2005), 127-159.
- avec S. Crovisier : Récurrence et généricité. Invent. Math 158 (2004), 33-104.
- Lemme de clôture de Pugh, Scholarpedia